# Коу, Томас
Томас Коу (англ. Thomas Coe; 3 ноября 1873 — 26 октября 1942) — британский ватерполист, чемпион летних Олимпийских игр 1900.
На Играх Коу входил в состав британской ватерпольной команды. Сначала она обыграла первую французскую команду в четвертьфинале, потом вторую в полуфинале, и в финальном матче она выиграла у бельгийской сборной, получив золотые медали.